# Sand City (Kalifornia)
Sand City város az USA Kalifornia államában, Monterey megyében. Lakosainak száma 325 fő (2020. április 1.).

## Népesség
A település népességének változása:

| 2010 | 334 |
| 2020 | 325 |